# La Rochelle Business School
La Rochelle Business School és una escola de negocis europea amb seus a La Rochelle. Fundada l'any 1988. La Rochelle BS se situa entre les escoles de negocis més ben valorades del món: el 2012 va ocupar la 79 posició a la llista de les millors escoles de negocis europees publicada pel Financial Times. La Rochelle BS imparteix també un programa de doctorat i diferents programes de màster d'administració especialitzats en màrqueting, finances, emprenedoria i altres disciplines. Els programes de l'escola compten amb una triple acreditació, a càrrec dels organismes AMBA, EQUIS i AACSB. Per l'escola hi han passat més de 40.000 estudiants que després han ocupat llocs de responsabilitat en el món dels negocis i la política.